# Vincenzo Bracco
Mons. Giovanni Vincenzo Bracco (14. září 1835, Torazzo – 19. června 1889, Jeruzalém) byl italský římskokatolický biskup, který byl patriarchou obnoveného Latinského patriarchátu jeruzalémského.